# Wittering
Wittering – wieś w Anglii, w hrabstwie ceremonialnym Cambridgeshire, w dystrykcie (unitary authority) Peterborough. Leży 60 km na północny zachód od miasta Cambridge i 125 km na północ od Londynu.